# Zvonko Bušić
Zvonko Bušić (Gorica, BiH, 23. siječnja 1946. − Rovanjska, 1. rujna 2013.) bio je hrvatski politički emigrant, član emigrantske stranke Hrvatskog narodnog otpora »Otpor« koju je utemeljio ustaški časnik Vjekoslav Luburić i jedan u skupini otmičara putničkoga zrakoplova sa 76 putnika na letu od New Yorka do Chicaga u rujnu 1976. godine. Zbog te je otmice i pogibije policajca prigodom deaktivacije bombe koju je ostavio u pretincu njujorške podzemne željeznice 21. srpnja 1977. godine u Americi osuđen na doživotni zatvor, a pomilovan je u srpnju 2008. godine, nakon čega se vratio u Hrvatsku.

## Životopis
Rođen je 1946. godine u hercegovačkom selu Gorici, a gimnaziju je završio u Imotskom kada je dobio nadimak Taik kojim ga zovu i pamte svi njegovi mještani. Maturirao je u Zagrebu, a s dvadeset godina iselio se u Beč na studij slavistike i povijesti. U Beču je tri godine kasnije, 1969. upoznao američku studenticu Julienne Eden Schultz, koja je usavršavala znanje njemačkog jezika. Julienne Eden Schultz ubrzo se uključila u rad hrvatske političke emigracije i na nagovor Zvonka Bušića, na Dan Republike (tadašnji praznik u SFRJ), 29. studenoga 1970. godine, s prijateljicom je s nebodera na zagrebačkom Trgu Republike (današnji Trg bana Jelačića) bacala letke protujugoslavenskog sadržaja, radi čega su uhićene i zadržane u zatvoru. Nakon puštanja vratila se u Beč, a 1972. godine Zvonko i Julienne vjenčali su se u Frankfurtu, te nakon toga preselili u SAD.

### Otmica zrakoplova
Dana 10. rujna 1976. godine skupina hrvatskih emigranata, članova Hrvatskoga narodnog otpora koju su činili Zvonko i Julienne Bušić, Petar Matanić, Frane Pešut i Slobodan Vlašić, otela je putnički zrakoplov Boeing 727 TWA 355 na letu od New Yorka do Chicaga sa 76 putnika, s namjerom da iz njega izbace letke nad Londonom i Parizom, Julienne Bušić davavši propagandne letke putnicima poziva ih na čitanje.
Vođa Zvonko Bušić dao je pismo pilotu gdje mu govori kako je zrakoplov otet te da skupina ima pet bombi na zrakoplovu i kako je još jedna bomba stavljena pokraj hotela The Commodore, ali bomba je bila stavljena na postaji Grand Central.
No, prigodom pokušaja deaktiviranja te bombe poginuo je američki policajac Brian Murray, djelatnik odjela za bombe, a trojica su bila ranjena.

### Suđenje i zatvor.
Temeljem američkog Zakona o borbi protiv otmica, Zvonko Bušić osuđen je zbog otmice i djela koje je dovelo do smrti druge osobe, na kaznu doživotnog zatvora s mogućnošću pomilovanja nakon 10 godina. Takva kazna predviđala je puštanje na slobodu nakon 30 godina izdržanog zatvora, odnosno 11. rujna 2006. godine. 1987. Zvonko bježi iz zatvora. Ujutro drugog dana od bijega odmarao se kraj ulaza trgovine u Milfordu gdje su djelatnici trgovine nazvali policiju, zatim je Zvonko priznao svoje bjegunstvo.
Bitno je naglasiti da terorizam nije bio široko definiran do 1996. sa Zakonom o protuterorizmu i efektivnoj smrtnoj kazni iz 1996. i 2001. s tzv. Domoljubnim zakonom (Patriot Actom) kojima se definira pojam domaćeg terorista.
Na sjednici 13. prosinca 2002. godine, Hrvatski sabor donio je Rezoluciju o transferu Zvonka Bušića iz Sjedinjenih Američkih Država u Republiku Hrvatsku. Rezolucija je potom u siječnju 2003. godine predana predsjedniku Parlamentarne skupštine Vijeća Europe Peteru Schiederu.
Iako je u međuvremenu Hrvatska postala neovisna to nije promijenilo pristup, Državni ured SAD-a još uvijek je podupirao držanje Zvonka Bušića u zatvoru te je Vijeće za pomilovanje 2006. godine odbilo zahtjev za pomilovanje, dok su ostali osuđenici iz skupine pušteni (Julienne Bušić oslobođena je 1990.).
Bušić je 2006. godine premješten u deportacijski pritvor američkog Ministarstva domovinske sigurnosti od kuda je vrlo brzo trebao biti deportiran. Od tada se za njegovo oslobađanje počeo zalagati Hrvatski helsinški odbor, jer su uvjereni kako su odbijenicom za pomilovanje poslije 30 godina robije SAD prekršile njegova ljudska prava. Bušić je u novi objekt zatvora Terre Haute u Indiani premješten iz federalnog zatvora Allenwood u Pennsylvaniji, gdje je u ljeto 2006. godine odslužio tridesetu godinu zatvora.
»Bivši odjeljak za optuženike na smrt u zatvoru Terre Haute u Indiani preuređen je za prijem drugorazrednih terorističkih zatvorenika, većinom Arapa muslimana, čije su mogućnosti kontakta sa vanjskim svijetom strogo ograničene", piše Post, navodeći kako su im telefonski pozivi i pošta ograničeni i nadzirani, posjeti svedeni na četiri sata mjesečno, a njihova međusobna komunikacija mora se odvijati na engleskom jeziku. "Jedini nemuslimanski zatvorenici su jedan neidentificirani kolumbijski militant i Zvonko Bušić (61), bivši vođa hrvatske ekstremističke skupine koja je 1976. otela putnički zrakoplov i postavila bombu koja je ubila policajca", navodi list.«
Zvonko Bušić pomilovan je početkom srpnja 2008. godine nakon 32 godine zatvora i premješten iz zatvora Terre Haute pod nadležnost Imigracijske i carinske službe radi deportacije u Hrvatsku, bez prava na povratak u Sjedinjene Države. U Zagreb je stigao 24. srpnja 2008. godine u pratnji američkih agenata.

### Povratak u domovinu i smrt
Zvonko Bušić vratio se u Hrvatsku 24. srpnja 2008. godine, a u Zračnoj Luci Zagreb je dočekan kao domoljub. Bušiću su u zračnoj luci dobrodošlicu došli poželjeti političari Dražen Budiša i Anto Kovačević, pjevač Marko Perković Thompson te nekoliko stotina građana. Nekoliko dana kasnije, Bušiću je priređen i veliki doček u Imotskom i rodnoj Gorici u susjednoj BiH.
Od povratka u Hrvatsku živio je u selu Rovanjska, u općini Jasenice. Jedno vrijeme Bušić se politički angažirao kroz stranku HSP dr. Ante Starčević te poslije i kroz udrugu Hrvatski plamen.
Dana 1. rujna 2013. godine Bušić umire u Rovanjskoj počinivši samoubojstvo.
Pokopan je u Aleji hrvatskih branitelja na zagrebačkom groblju Mirogoj, a dan sprovoda, 4. rujna 2013., proglašen je Danom žalosti u općini Jasenice. Dana 6. srpnja 2015. godine, na Mirogoju mu je postavljen nadgrobni spomenik.
»Za one koji su pali u borbi za domovinu nikada ne reci da su mrtvi. Oni su heroji i oni će za nas uvijek biti živi. U budućnosti, kada vi budete uživali blagodati i ljepote Hrvatske domovine i slobode, malo tko će se sjetiti koliko znoja, suza i krvi je proliveno za tu vašu slobodu. Zato..., zastani, sjeti se i izmoli kratku molitvu za one vrle domoljube koji su patili i ginuli da bi Hrvatska živjela. Moja osobna sudbina bijaše takva da sam ostvarivanje mojih snova o slobodi morao doživjeti na robiji. Zbogom prijatelji,... čuvajte našu domovinu Hrvatsku. 23. 1. 1946. – 1. 9. 2013. Zvonko Bušić Taik«

## Spomen

### Memoarska knjiga
Godine 2014. objavljena je Bušićeva memoarska knjiga Zdravo oko - sjećanja koju je dovršila i priredila njegova supruga Julienne Bušić. Izdanje na engleskome jeziku All Visible Things: Memoirs (CreateSpace Independent Publishing Platform, 2016.) objavljeno je u kolovozu 2016. godine.
O pozadini akcije koje su poduzeli on, supruga Julienne, i još trojica Hrvata - Frane Pešut, Slobodan Vlašić i Petar Matanić, što su time željeli postići, zašto su se upustili u tako drastičnu akciju, kako su se nosili s dugogodišnjim kaznama i životom u najtežim američkim zatvorima, ali i o tome koja je tajna ljubavi Zvonka i Julienne kad su tijekom 32 godine potpune fizičke razdvojenosti ostali odani jedan drugome, dokumentarni je film Ljubavnici i luđaci (2012.) snimila Ljiljana Bunjevac Filipović, čija je redateljica i scenaristica.

### Umjetnost
Tihomir Dujmović napisao je knjigu prema kojoj je napravljena kazališna predstava Tko je ubio Zvonka Bušića. Scensku adaptaciju napravio je Robert Kurbaša prema tekstu Tihomira Dujmovića. U predstavi glume Robert Kurbaša, Ana Vilenica/Lucija Dujmović. Praizvedba predstave predviđena je za 9. ožujka 2018. godine u kulturnom centru Trešnjevka. Promociju Dujmovićeve knjige o Bušiću 2. svibnja 2018. godine u Sesvetama popratio je nesvakidašnji incident. Uoči promocije u Sesvetama, dva dana prije promocije, masovno su po Sesvetama i okolici nepoznati počinitelji trgali promotivne plakate.
Bušićev zatvorenički broj, 03941158, nosio je Marko Perković Thompson ispisanog na svojoj majici na koncertu na zagrebačkom hipodromu.
Thompsonova pjesma „Duh ratnika” posvećena je Bušiću.

## Nagrade i spomen
- 2013.: Nagrada Grb općine Jasenice.[34]
- 2013.: dokumentarni film Ljubavnici i luđaci[35]
- 2015.: Otkriven je spomenik Zvonku Bušiću u Rovanjskoj, na samome kraju Podvelebitskog kanala.[36] Kip je djelo hrvatskog akademskog kipara Maroja Batića, a nalazi se na novoj rivi u Rovanjskoj. Postavljanje spomenika organizirala je općina Jasenice.[37]

## Vanjske poveznice
- Službene stranice Zvonka i Julienne Bušić  Arhivirana inačica izvorne stranice od 20. rujna 2011. (Wayback Machine)
- Zvonko Bušić, Večernji list, 1. prosinca 2016.
- (engl.) Ina Vukić, Who Killed Zvonko Busic, inavukic.com

|  | Wikicitati imaju zbirke citata o temi Zvonko Bušić |